# Аллах-Дег
Аллах-Дег (перс. الله ده) — село в Ірані, у дегестані Хале-Сара, у бахші Асалем, шагрестані Талеш остану Ґілян. За даними перепису 2006 року, його населення становило 547 осіб, що проживали у складі 142 сімей.

## Клімат
Середня річна температура становить 8,71 °C, середня максимальна – 23,84 °C, а середня мінімальна – -8,18 °C. Середня річна кількість опадів – 371 мм.
| Клімат поселення                              | Клімат поселення | Клімат поселення | Клімат поселення | Клімат поселення | Клімат поселення | Клімат поселення | Клімат поселення | Клімат поселення | Клімат поселення | Клімат поселення | Клімат поселення | Клімат поселення | Клімат поселення |
| Показник                                      | Січ.             | Лют.             | Бер.             | Квіт.            | Трав.            | Черв.            | Лип.             | Серп.            | Вер.             | Жовт.            | Лист.            | Груд.            |                  |
| Середній максимум, °C                         | 3,66             | 3,98             | 6,50             | 12,80            | 18,16            | 22,26            | 23,84            | 23,49            | 19,58            | 15,76            | 10,37            | 4,66             |                  |
| Середня температура, °C                       | −2,26            | −1,94            | 0,59             | 6,90             | 12,24            | 16,34            | 19,66            | 19,32            | 15,41            | 11,60            | 6,18             | 0,47             |                  |
| Середній мінімум, °C                          | −8,18            | −7,85            | −5,34            | 0,97             | 6,32             | 10,44            | 15,48            | 15,13            | 11,21            | 7,39             | 2,00             | −3,7             |                  |
| Норма опадів, мм                              | 30               | 32               | 47               | 52               | 45               | 19               | 13               | 12               | 24               | 37               | 28               | 32               |                  |
| Середньомісячна швидкість вітру, м/с          | 2.10             | 2.54             | 2.61             | 2.75             | 2.21             | 2.06             | 2.20             | 2.18             | 1.86             | 1.96             | 2.19             | 2.02             |                  |
| Середньомісячна сонячна радіація, кДж/м²·день | 7380             | 9924             | 12306            | 16270            | 20105            | 23134            | 23390            | 20274            | 17242            | 12281            | 8977             | 7025             |                  |
| --------------------------------------------- | ---------------- | ---------------- | ---------------- | ---------------- | ---------------- | ---------------- | ---------------- | ---------------- | ---------------- | ---------------- | ---------------- | ---------------- | ---------------- |
| Джерело:                                      |                  |                  |                  |                  |                  |                  |                  |                  |                  |                  |                  |                  |                  |